# Linhagem
Linhagem pode ser entendida como casta, série de gerações, linha de parentesco, genealogia, cepa ou estirpe. Porém, o termo pode ser usado com outros significados:
- Entende-se por linhagem a descendência varonil de uma família nobre, usando o mesmo nome e armas. Temos, assim, por exemplo, a linhagem dos Riguete, Vasconcelos, dos Távora, dos Albuquerque, etc. A cada linhagem corresponde um solar;

- Em genética e biologia evolutiva, linhagem refere-se à sequência evolutiva de uma dada espécie;

- Linhagens celulares correspondem à série de multiplicações originadas de uma única célula ou grupo de células específicas. Podem ser controladas em culturas celulares;

- Quanto aos animais domésticos, cães por exemplo, entende-se por linhagem a "genealogia" do animal, a sua família genética, sua árvore genealógica.